# Los Domingos con Maduro
Los Domingos con Maduro fue un programa de televisión dominical venezolano del gobierno nacional, transmitido por la cadena Venezolana de Televisión. Su presentador fue el presidente de Venezuela Nicolás Maduro.

## Historia
Estuvo al aire desde el 22 de enero de 2017, en donde Maduro se dirigió desde la Comuna Zona Norte en Cotiza, hasta el 3 de diciembre de 2017, en dio una alocución desde el Poliedro de Caracas en la Feria Internacional de Ciencia y Tecnología 2017 (FIC-TEC 2017). Su programa predecesor fue Contacto con Maduro, finalizado en enero de 2017.